# 鲁伦·加德纳
鲁伦·加德纳（英語：Rulon Gardner，1971年8月16日—），美国男子摔跤运动员，主攻古典式。他曾代表美国参加2000年和2004年夏季奥林匹克运动会摔跤比赛，获得一枚金牌和一枚铜牌。